# Castagneto Carducci
Castagneto Carducci ist eine italienische Gemeinde mit 8699 Einwohnern (Stand 31. Dezember 2023) in der Provinz Livorno in der Region Toskana.

## Geografie
Die Gemeinde erstreckt sich über ca. 142 km². Zu den Ortsteilen zählen Bolgheri, Donoratico und Marina di Castagneto.
Die Nachbargemeinden sind Bibbona, Monteverdi Marittimo (PI), San Vincenzo, Sassetta und Suvereto. Castagneto Carducci liegt im Weinbaugebiet des Sassicaia und hat einen Haltepunkt an der Bahnstrecke Pisa–Rom.

## Geschichte
Der Ort ist seit 754 n. Chr. bekannt. Ursprünglich hieß er Castagneto della Gherardesca, benannt nach der über den Ort herrschenden Familie della Gherardesca. Um 1848 erfolgte dann die Umbenennung zu Castagneto Marittimo. Im Jahre 1907 entschied die Gemeinde, sich in Castagneto Carducci umzubenennen – zu Ehren des Dichters Giosuè Carducci, der in Bolgheri und Castagneto seine Kindheit verbrachte – aber auch in Andenken an dessen Vater, der als Chirurg lange Zeit an diesen Orten wirkte und einer der entschiedensten Gegner feudaler Rechte war und als Protagonist in der Zeit der bürgerlichen Gärung wirkte, die den Bewegungen von 1848 und der damit verbundenen ersten Umbenennung Castagnetos vorausging.

## Ortsteil Marina di Castagneto Carducci
Der am Tyrrhenischen Meer liegende Ortsteil der Gemeinde verfügt über einen schönen und gepflegten Sandstrand mit entsprechender Infrastruktur.

## Ortsteil Donoratico
In dem zwischen Meer und Castagneto Carducci liegenden Ortsteil der Gemeinde lebt der Großteil der Einwohner Castagnetos. Man findet zahlreiche Bars, Restaurants, eine Disco, einen Campingplatz und eine Burgruine. Nach dieser Burg führte die pisanische Familie Gherardesca ihren Grafentitel, die seit etwa 1000 Jahren bis heute auch das Schloss in Castagneto Carducci bewohnt.

## Sehenswürdigkeiten
- Propositura di San Lorenzo, 1212 entstandene Kirche, wurde 1926 auf Betreiben von Walfredo Della Gherardesca restauriert.
- Chiesa del Santissimo Crocifisso, 1587 errichtete und 1912 restaurierte Kirche
- Palazzo Espinassi Moratti, Wohnhaus des Giosuè Carducci bis 1849
- Castello di Bolgheri, Burg der Familie Della Gherardesca aus dem 13. Jahrhundert im Ortsteil Bolgheri.
- Castello di Donoratico, auch Torre di Donoratico genannt, Burg- bzw. Turmruine, die im 12. Jahrhundert durch die Familie der della Gherardesca entstand.
- Forte di Castagneto Carducci, Festung im Ortsteil Marina di Castagneto
- Cavallino Matto, Freizeitpark bei Marina di Castagneto
- Oasi di Bolgheri auch Padule di Bolgheri, Naturschutzgebiet
- Viale dei Cipressi, ca. 5 km lange Zypressenallee von San Guido bis zum Ortseingang von Bolgheri, die durch Initiative des Giosuè Carducci entstand.

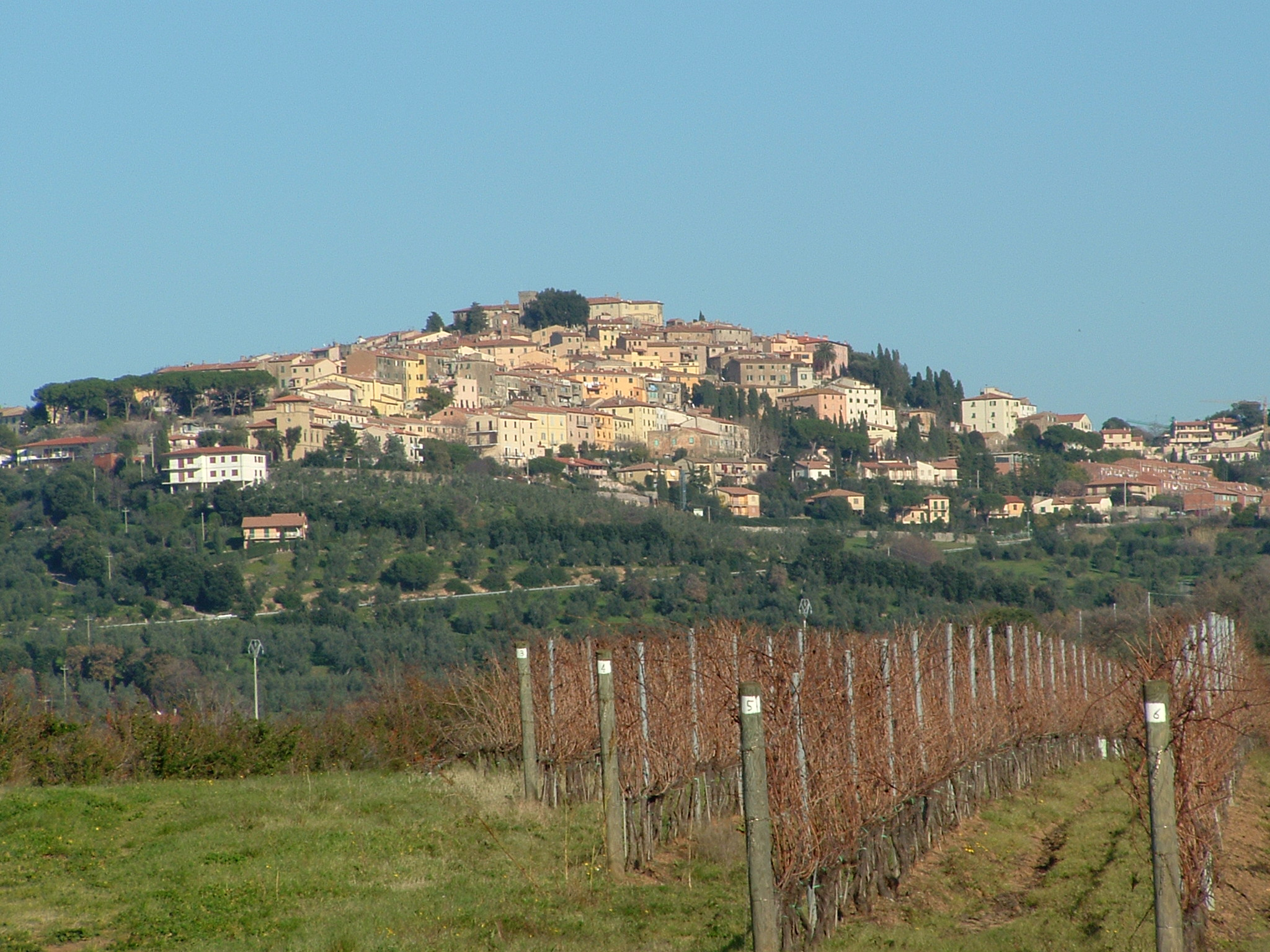
Panorama von Castagneto Carducci
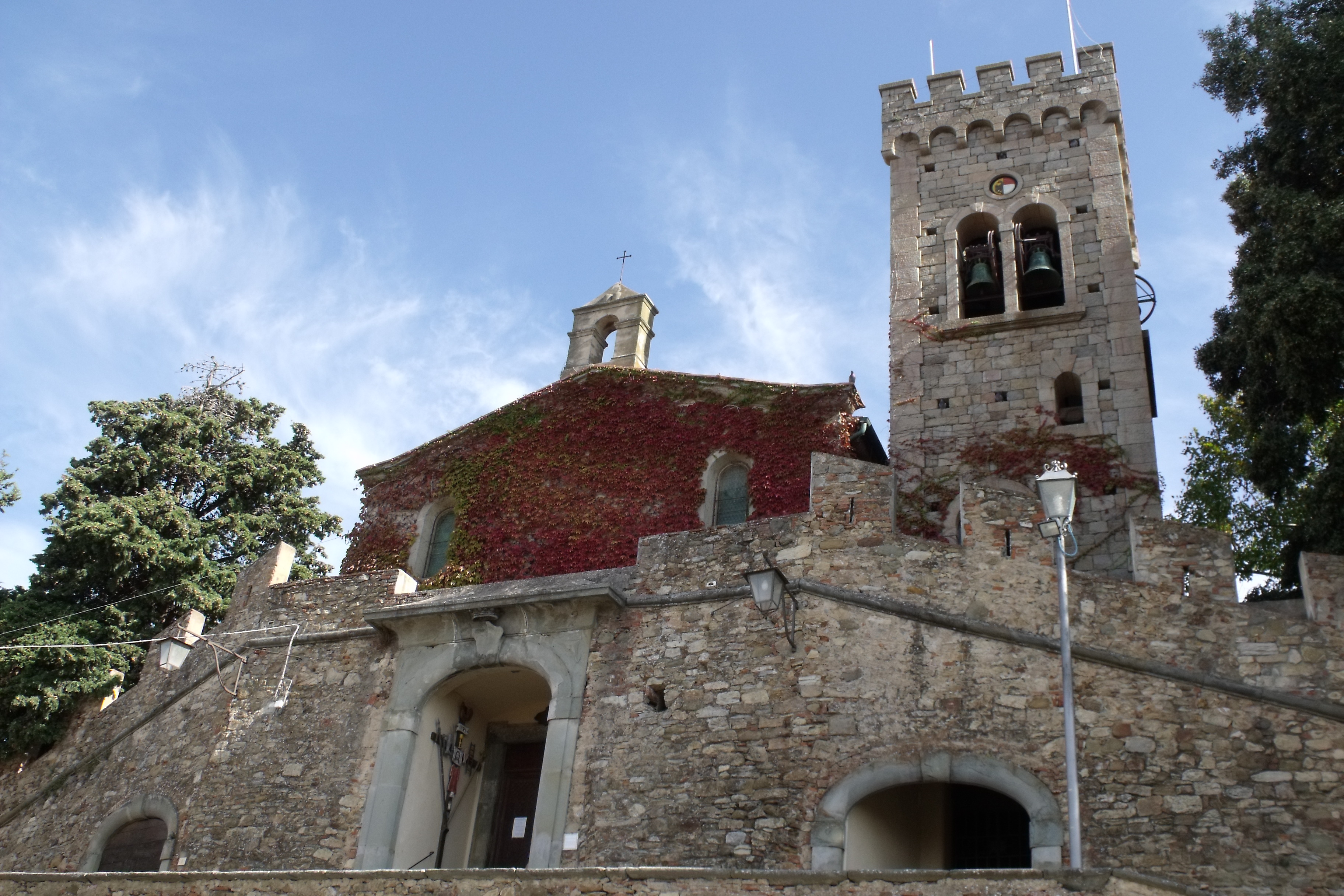
Propositura di San Lorenzo
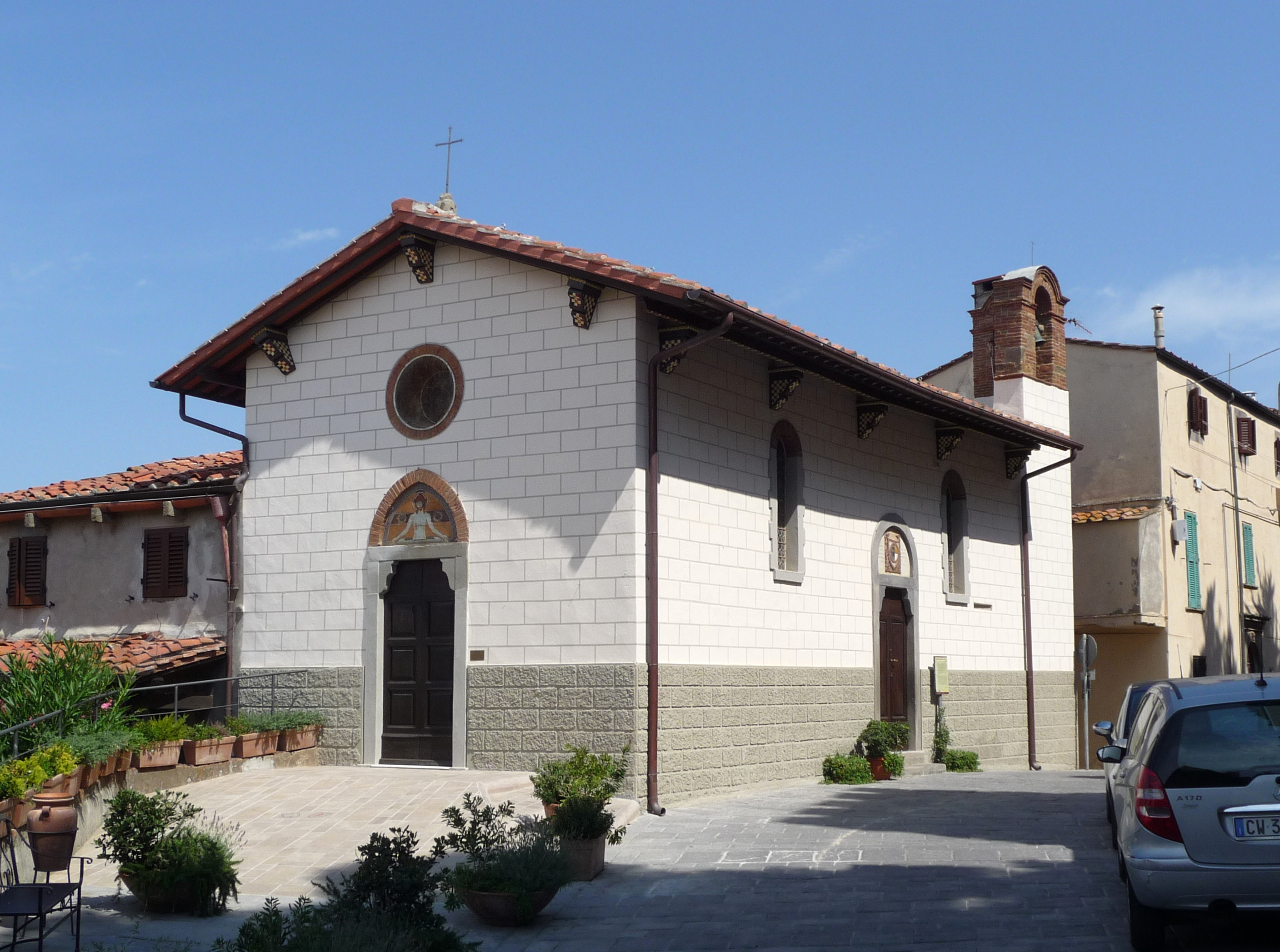
Chiesa del Santissimo Crocifisso
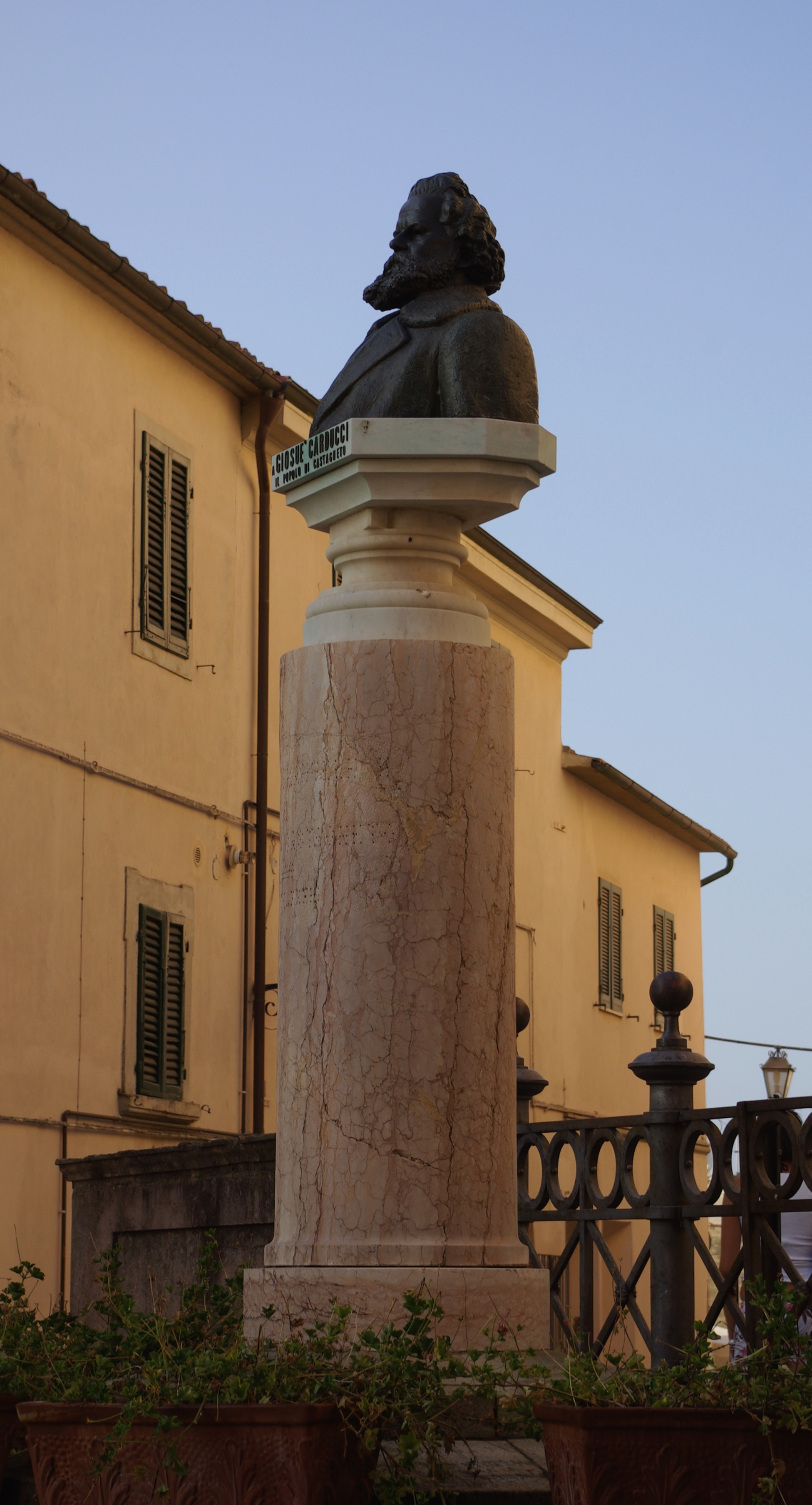
Büste des Dichters Giosuè Carducci
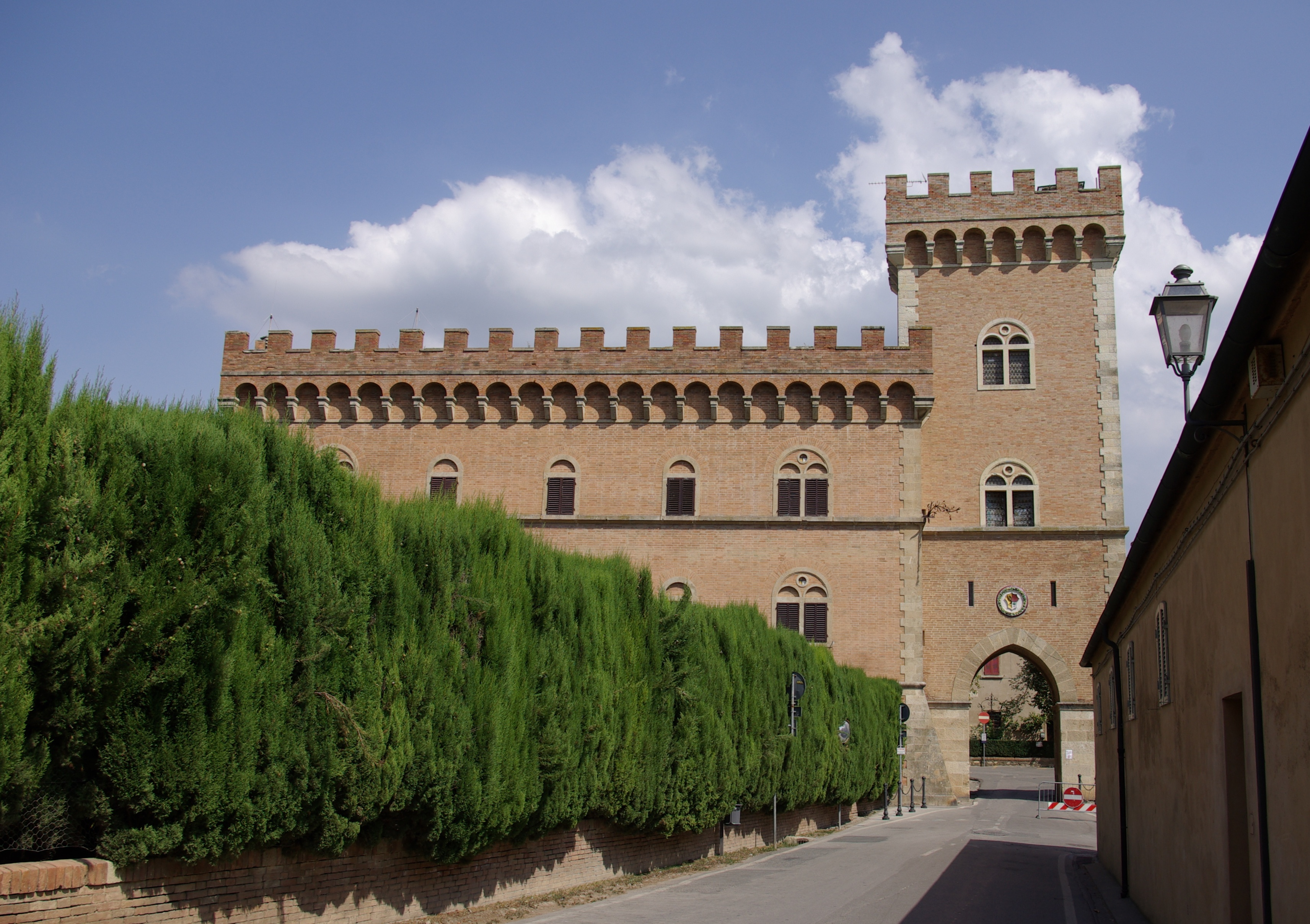
Castello di Bolgheri
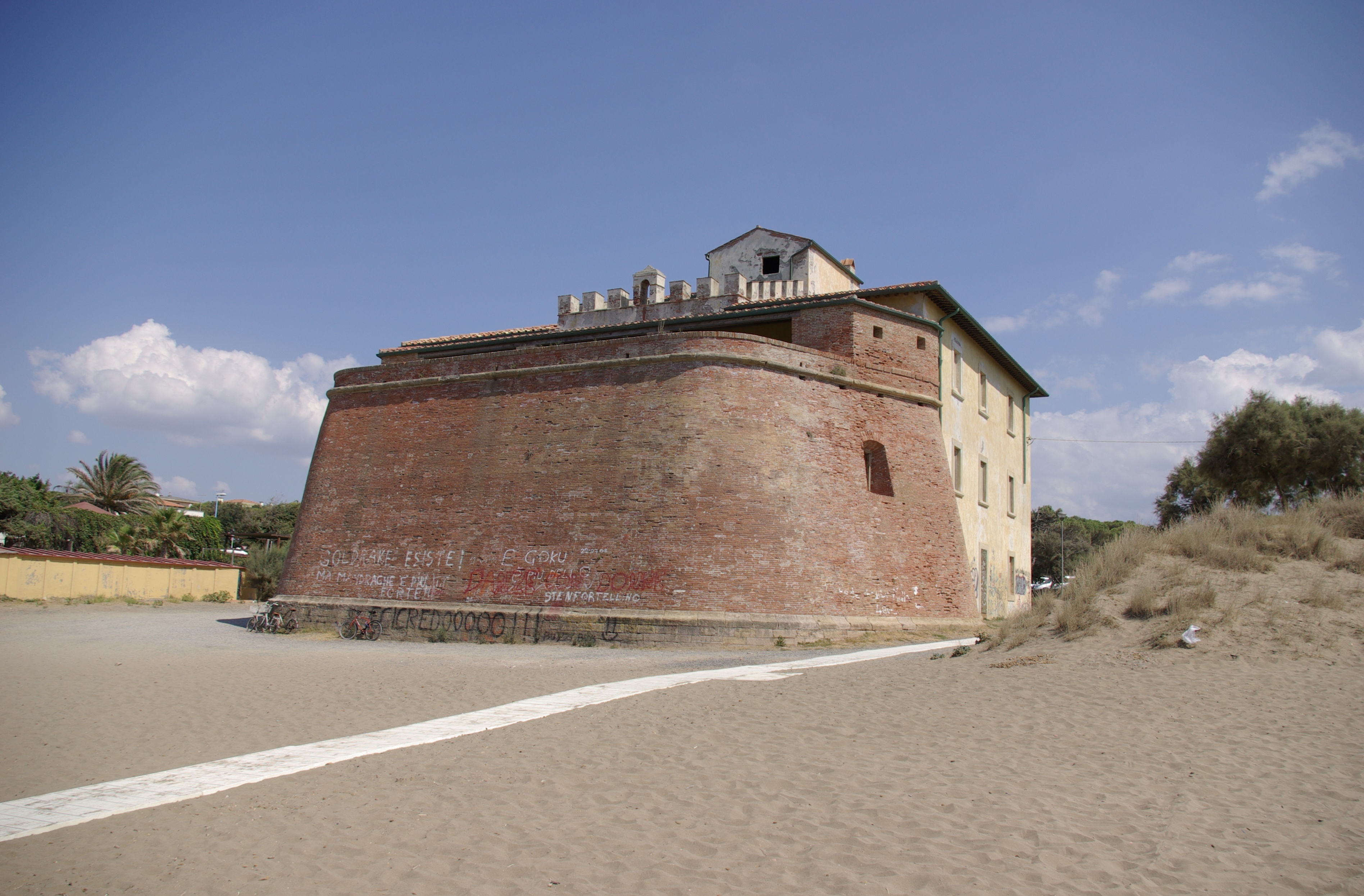
Forte di Castagneto Carducci
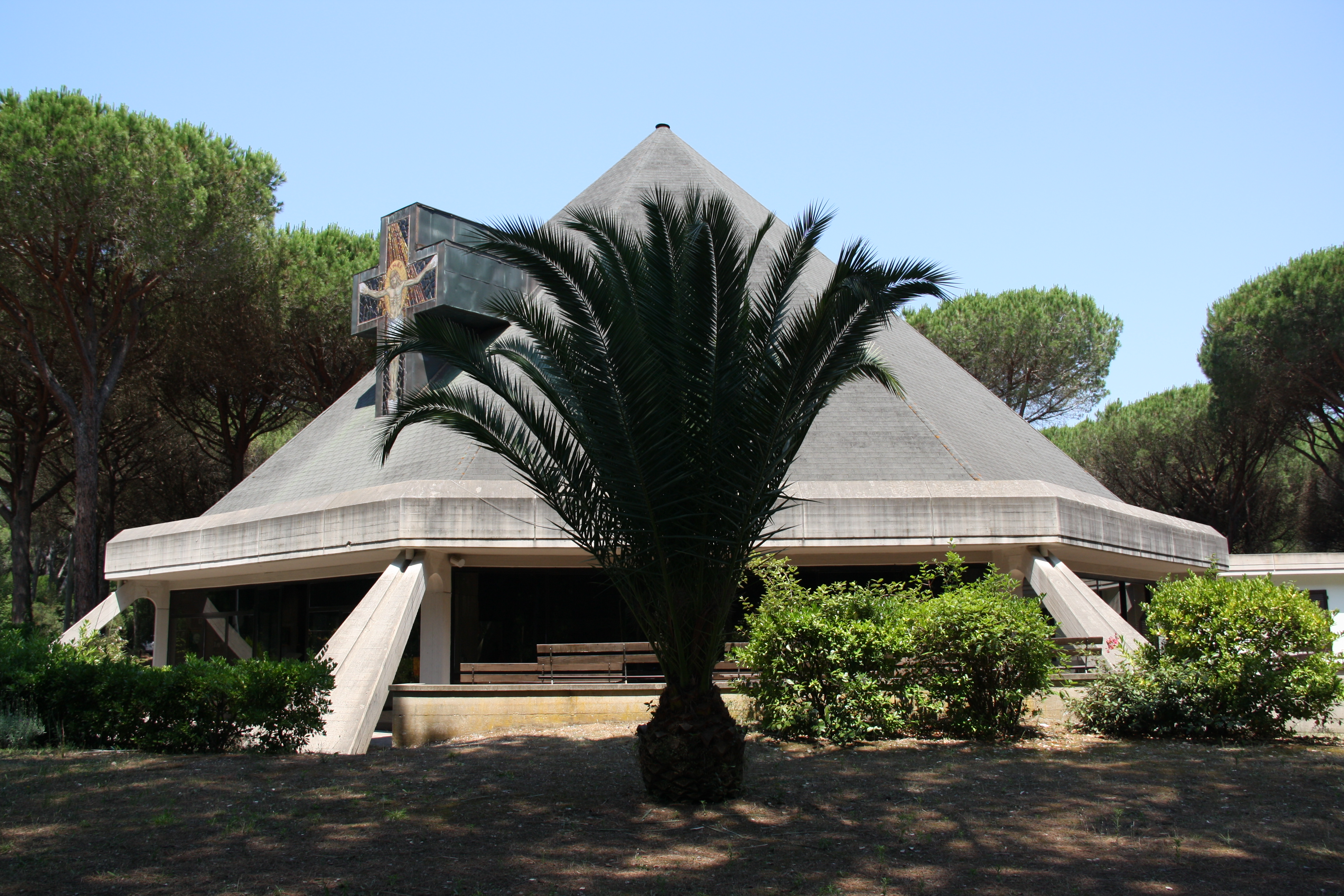
Kirche S. Maria Assunta in Marina di Castagneto
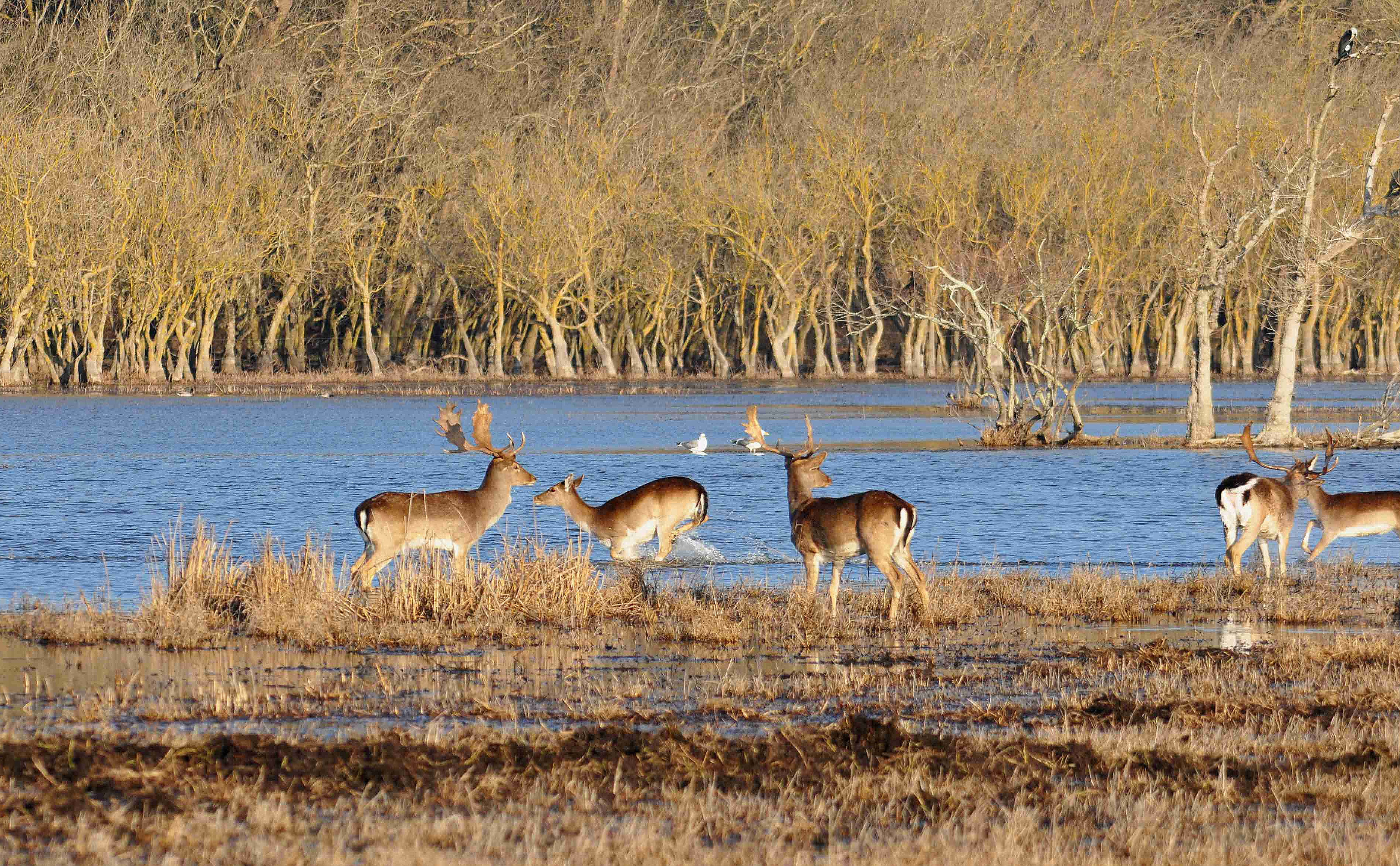
Im Feuchtgebiet Padule di Bolgheri (Damwild)
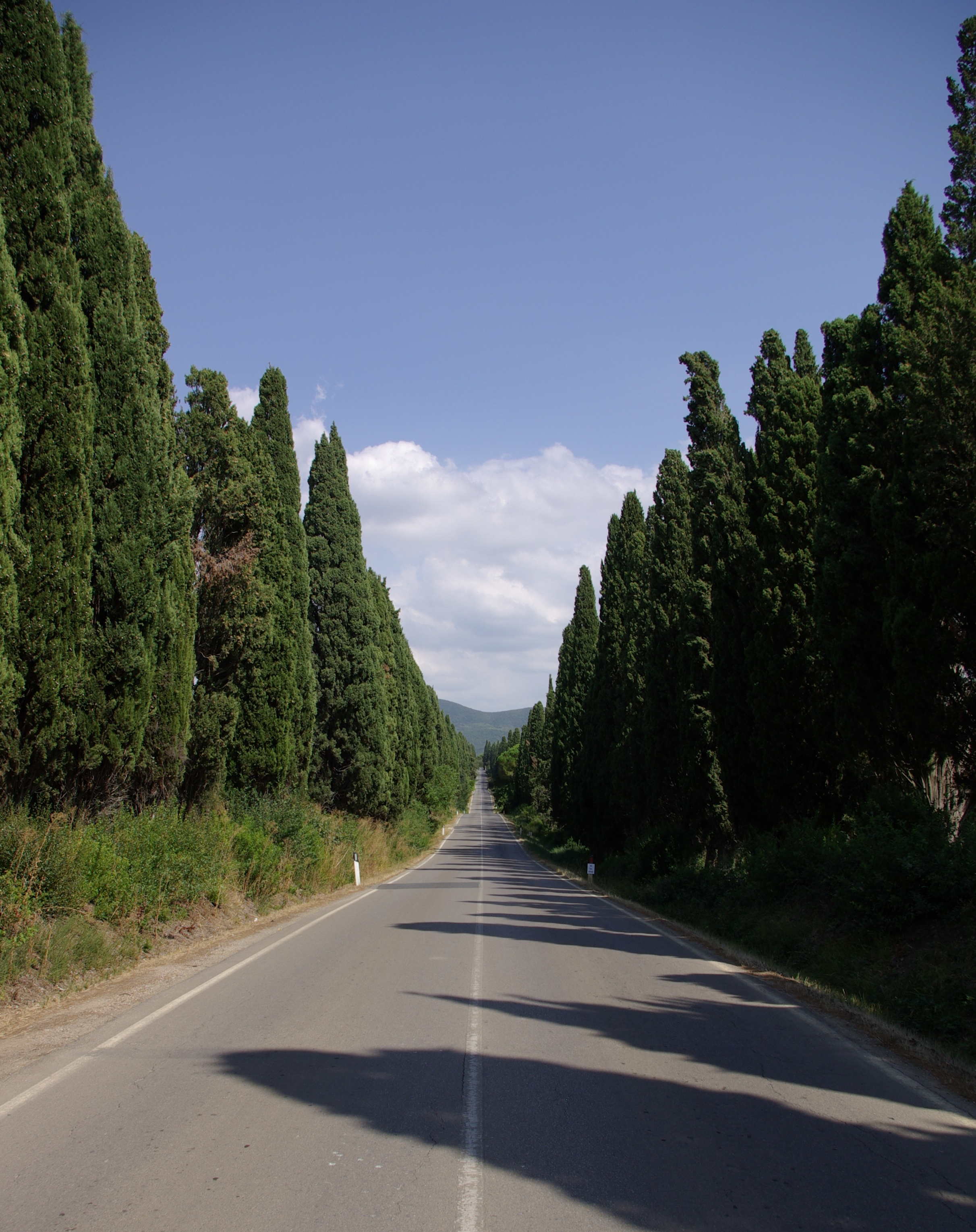
Viale dei Cipressi

## Persönlichkeiten
- Gilla Vincenzo Gremigni (1891–1963), römisch-katholischer Geistlicher, Bischof von Teramo e Atri (1945–1951) und Novara (1951–1963)